# Aeroport Internacional President Obiang Nguema
L'Aeroport Internacional President Obiang Nguema (codi IATA: GEM, codi OACI: FGMY), és un aeroport situat a uns 1,5 km al sud-oest de la localitat de Mengomeyén, també conegut com a Mongomeyen, a la província continental de Wele-Nzas, Guinea Equatorial. L'aeroport porta el nom del president del país, Teodoro Obiang Nguema Mbasogo, que ha estat president de Guinea Equatorial des de 1979.
L'aeroport és l'últim aeroport que es construirà a Guinea Equatorial i és el cinquè aeroport internacional que serveix a Guinea Equatorial, i està dissenyat per connectar zones geogràficament aïllades de la nació com Annobón i Corisco als principals centres de població.

## Construcció
El nou aeroport va trigar 72 mesos a completar-se i va ser finançat totalment pel Govern de Guinea Equatorial, i costà més de 190 milions de francs CFA. És una de les moltes iniciatives recents del govern destinats a promoure el desenvolupament econòmic i d'infraestructura a tota la regió.

## Inauguració
L'aeroport va ser inaugurat el Dia de la Independència de Guinea Equatorial, 12 d'octubre de 2012. La inauguració va ser presidida pel President Obiang Nguema Mbasogo i la seva dona Constancia Mangue, amb la presència del President de la República de São Tomé i Príncipe, Manuel Pinto da Costa, convidat d'honor de les celebracions de la independència. Durant la inauguració el ministre d'Aviació Civil Fausto Abeso Fuma va afirmar que el nou aeroport era el millor equipat, no sols de Guinea Equatorial, sinó d'Àfrica Central.

## Instal·lacions
L'aeroport està a una altitud de 660 m, amb la seva pista d'aterratge més llarga de 3.000 metres. La pista pot gestionar avions de classe Boeing 747-400. Compta amb tres bucles de gir, una esplanada d'estacionament de més de cent mil metres quadrats, un camí d'accés, subministrament d'aigua potable, seguretat contra incendis, equips de navegació de nova generació, etc.